# Gabriel (Dinew)
Gabriel, imię świeckie Cwetan Metodiew Dinew (ur. 16 lipca 1950 w Sofii) – bułgarski biskup prawosławny. 

## Życiorys
W latach 1953–1966 żył razem z rodziną w Czechosłowacji, gdzie zdobył również wykształcenie podstawowe. W 1969 rozpoczął studia w instytucie inżynierii budownictwa w Sofii, które w 1973 ukończył. W czasie studiów poznał biskupa lewkijskiego Parteniusza, który został jego spowiednikiem; z kolei w czasie pielgrzymki do Monasteru Klisurskiego poznał żyjącą w nim schiihumenię Marię, swoją późniejszą nauczycielkę duchową. W 1973 zamieszkał na stałe w tymże monasterze, pomagając mniszkom. 27 grudnia 1979 biskup Parteniusz przyjął od niego wieczyste śluby mnisze, nadając mu imię Gabriel. W 1980 został wyświęcony na hierodiakona, następnie zaś na hieromnicha. W 1984 ukończył wyższe studia teologiczne w Akademii Duchownej św. Klemensa z Ochrydy w Sofii. W 1986 wyjechał na specjalistyczne studia teologiczne w Moskiewskiej Akademii Duchownej, gdzie kształcił się pod kierunkiem metropolity wołokołamskiego i juriewskiego Pitirima. W 1986 otrzymał godność archimandryty i uzyskał tytuł doktora teologii na podstawie rozprawy poświęconej charakterowi życia rosyjskich ascetów XIX w. Od 1986 do 1991 archimandryta Gabriel był oficjalnym przedstawicielem Patriarchatu Bułgarskiego przy Rosyjskim Kościele Prawosławnym. 
W czasie rozłamu w Bułgarskim Kościele Prawosławnym (powstanie Synodu alternatywnego, żądającego ustąpienia patriarchy Maksyma) był zdecydowanym obrońcą zwierzchnika Cerkwi i przeciwnikiem inicjatorów rozłamu. W 1998 w monasterze Rylskim został wyświęcony na biskupa makariopolskiego, wikariusza metropolii sofijskiej. Od 2001 pełni urząd metropolity łoweckiego.
Kandydat na patriarchę Bułgarii w czasie wyborów w lutym 2013. 20 czerwca 2024 w pierwszej turze wyborów nowego patriarchy Bułgarii, Gabriel uzyskał 9 głosów stając się jednym z trzech oficjalnych kandydatów na ten urząd.